# 阿爾巴努斯冰川
85°52′S 151°0′W / 85.867°S 151.000°W
阿爾巴努斯冰川（英語：Albanus Glacier）是南極洲的冰川，長40公里，最終注入斯科特冰川，該冰川在1934年12月由美國探險隊發現，該冰川在1934年12月由美國探險隊發現。